# Phrynosomatidae
Phrynosomatidae là một họ thằn lằn đa dạng bao gồm các loài được tìm thấy từ cực nam Canada tới Panama. Nhiều thành viên của họ này thích nghi với cuộc sống nóng, cát sa mạc, mặc dù các con thằn lằn gai nhỏ thích sa mạc đá, và thằn lằn sừng ngắn sống trong môi trường đồng cỏ hoặc bụi cây ngải đắng. Họ này bao gồm cả các loài đẻ trứng và đẻ con (phôi phát triển trong cơ thể con cái) 

## Phân loại
Họ này bao gồm 136 loài được phân vào 10 chi:
- Callisaurus Blainville, 1835 – Thằn lằn đuôi vằn
- Cophosaurus Troschel, 1852 – Thằn lằn tai cụt lớn
- Holbrookia Girard, 1851 – Thằn lằn tai cụt
- Petrosaurus Boulenger, 1885 – Thằn lằn đá California
- Phrynosoma Wiegmann, 1828 – Thằn lằn có sừng
- Sator Dickerson, 1919 – Thằn lằn gai Sator
- Sceloporus Wiegmann, 1828 – Thằn lằn gai nhỏ
- Uma Baird, 1859 – hằn lằn ngón rìa
- Urosaurus Hallowell, 1854 – Thằn lằn cây
- Uta Baird & Girard, 1852 – Thằn lằn đốm bên